# Graphomya alaskensis
Graphomya alaskensis är en tvåvingeart som beskrevs av Arntfield 1975. Graphomya alaskensis ingår i släktet Graphomya och familjen husflugor. Inga underarter finns listade i Catalogue of Life.